# Hydrogensulfid draselný
Hydrogensulfid draselný je draselná sůl kyseliny sulfanové, kde je draselným kationtem nahrazen jen jeden vodík. Síra má v této sloučenině oxidační číslo −II a draslík +I. Je kombinací draselného kationtu K+ a hydrogensulfidového aniontu (SH)− v poměru 1:1. Je produktem částečné neutralizace sulfanu (sirovodíku) hydroxidem draselným:
KOH + H2S → KSH + H2O
Používá se k syntéze některých organických sloučenin s obsahem síry. Vzniká také při rozpuštění sulfidu draselného ve vodě hydrolýzou (rozkladem) na hydrogensulfid draselný a hydroxid draselný. Stejně jako ostatní sulfidy a/nebo hydrogensulfidy alkalických kovů má vodný roztok zásaditou reakci a hydrolyzuje, se sírou tvoří polysulfidy:
KSH + n S → K2Sn+1 + H2S

## Podobné sloučeniny
- Sulfid draselný
- Hydrogensulfid sodný